# Serrasalmo undulatus
Serrasalmo undulatus es una especie de peces de la familia Characidae en el orden de los Characiformes.

## Hábitat
Es un pez de agua dulce y de clima tropical.

## Distribución geográfica
Se encuentran en Sudamérica: río Padauiri (afluente del río Negro) y  cuenca del río Amazonas.